# Bruce Schneier
Bruce Schneier (Nova Iorque, 15 de janeiro de 1963) é um criptógrafo estadunidense, especialista em segurança computacional e escritor. Ele é o autor de muitos livros sobre segurança computacional e criptografia e é fundador e chefe de tecnologia da BT Counterpane ("Counterpane Internet Security, Inc.")

## Publicações
- Schneier, Bruce. Applied Cryptography, John Wiley & Sons, 1994. ISBN 0-471-59756-2
- Schneier, Bruce. Protect Your Macintosh, Peachpit Press, 1994. ISBN 1-56609-101-2
- Schneier, Bruce. E-Mail Security, John Wiley & Sons, 1995. ISBN 0-471-05318-X
- Schneier, Bruce. Applied Cryptography, Second Edition, John Wiley & Sons, 1996. ISBN 0-471-11709-9
- Schneier, Bruce; Kelsey, John; Whiting, Doug; Wagner, David; Hall, Chris; Ferguson, Niels. The Twofish Encryption Algorithm, John Wiley & Sons, 1996. ISBN 0-471-35381-7
- Schneier, Bruce; Banisar, David. The Electronic Privacy Papers, John Wiley & Sons, 1997. ISBN 0-471-12297-1
- Schneier, Bruce. Secrets and Lies: Digital Security in a Networked World, John Wiley & Sons, 2000. ISBN 0-471-25311-1
- Schneier, Bruce. Beyond Fear (book)|Beyond Fear: Thinking Sensibly about Security in an Uncertain World, Copernicus Books, 2003. ISBN 0-387-02620-7
- Ferguson, Niels; Schneier, Bruce. Practical Cryptography, John Wiley & Sons, 2003. ISBN 0-471-22357-3